# Castigata – Die Gezüchtigte
Castigata – Die Gezüchtigte, auch Die Nonne und der Freibeuter (Original: Flavia, la monaca musulmana, dt. Video/DVD-Titel Flavia – Leidensweg einer Nonne bzw. Nonnen bis aufs Blut gequält) ist ein dem Nunsploitation-Genre zugehöriger Erotik- und Exploitationfilm aus dem Jahr 1974. Regie führte Gianfranco Mingozzi, der gemeinsam mit Bruno Di Geronimo, Fabrizio Onofri und Sergio Tau das Drehbuch nach Motiven des Otranto-Feldzuges verfasste.
Die italienisch-französische Co-Produktion mit sozialkritischen Elementen erzählt die Geschichte von der Auflehnung einer emanzipierten Ordensschwester gegen das Patriarchat vor dem Hintergrund einer islamischen Expansion. Die Suche der jungen Frau nach Freiheit und Gerechtigkeit endet fatalerweise in einem Teufelskreis der Gewalt und letztlich in ihrem Tod.

## Handlung
Italien im ausgehenden 14. Jahrhundert. Die junge Flavia begleitet ihren despotischen Vater, Inquisitor Don Diego, auf diversen teils äußerst brutalen Feldzügen gegen islamische Invasoren. An einem nicht näher genannten Kriegsschauplatz erlebt das junge Mädchen ein schicksalhaftes Kindheitserlebnis, als sie in Begleitung von zwei Freundinnen Augenzeugin wird, wie ihr Vater einen verletzten orientalischen Schönling kaltblütig enthauptet. Der Unbekannte übt seitdem eine unwiderstehliche Faszination auf sie aus. Kurze Zeit später steckt ihr strenger Vater die junge Frau in ein in Apulien gelegenes Kloster, wo ihr unausweichlich eine Ausbildung zur Nonne zuteilwird.
In dieser spirituellen Einrichtung macht die fromme Frau nach Jahren die Bekanntschaft mit sogenannten „Besessenen“, von der „Tarantel gestochenen“, aussätzigen Frauen. Bei ihnen handelt es sich in Wirklichkeit zumeist um kranke und von der Gesellschaft ausgestoßene Individuen, die fälschlicherweise sexueller Triebhaftigkeit beschuldigt werden. Das Eintreffen jener chaotischen Sünderinnen verändert das Leben der Ordensschwester nachhaltig. Sie bemerkt zunächst eine unsichtbare, ihr bisher unbekannte sexuelle Kraft bei den verstörten Fremden; erste Zweifel an der bestehenden patriarchalischen Gesellschaftsform werden erkennbar. In den folgenden Tagen muss sie miterleben, wie Frauen (auch innerhalb der Klostermauern) fast täglich von Männern gedemütigt, unterdrückt und ausgebeutet werden. Die Zuflucht des Klosters bietet keinen ausreichenden Schutz, da auch hier Frauen Opfer einer von Männern dominierten Welt werden.
Flavia lehnt sich auf und beschließt dem Klosterleben zu entfliehen. Schließlich verlässt sie die Ordensgemeinschaft, trifft auf den ihr wohlgesinnten Juden Abraham, der ihr ein loyaler Gefährte und Freund wird. Dennoch endet für sie die liebgewonnene Phase der Freiheit nach nur einem Tag. Sie wird von den Häschern ihres Vaters eingefangen, ausgepeitscht und schließlich zurück ins Kloster gebracht. Spätestens zu diesem Zeitpunkt verliert sie vollständig den Glauben an das vorherrschende Gesellschaftssystem.
Bei einer Pilgerfahrt der Nonnen beobachtet Flavia einen unerwarteten Überfall von bewaffneten Muselmanen auf eine christliche Küstenortschaft. Durch kriegerische Auseinandersetzungen wird das Land ins Chaos gestürzt. Die muslimischen Angreifer gehen dabei mit aller Härte gegen die „Ungläubigen“ vor; sie töten, brandschatzen und plündern. Inmitten dieser von Gewalt geprägten Situation meint Flavia in dem femininen Sarazenenfürsten Ahmed den Mann zu erkennen, den sie einst als junges Mädchen durch das Schwert ihres Vaters sterben sah. Der Heerführer bemerkt die jungfräuliche Ordensschwester ebenfalls und führt sie liebevoll in seine Gemächer, wo es zu leidenschaftlichen Handlungen kommt.
Flavia ist nun vollständig in ihrem Wesen verändert. Getrieben von ihrer Freiheitsliebe beginnt sie mit dem verbündeten Fürsten einen grauenvollen Rachefeldzug gegen ihre Unterdrücker. Zuerst lässt die gereifte Nonne ihr ehemaliges Kloster plündern und die anwesenden Nonnen bestrafen, bevor sie sich ihrem eigentlichen Feindbild, Don Diego, widmet. Dieser wird bald darauf zusammen mit unzähligen seiner Gefolgsleute von muslimischen Soldaten eingekesselt und getötet. Nachdem kurze Zeit später Abraham durch Ahmed ermordet wird, muss Flavia zu ihrem Unglück erkennen, dass auch die Moslems das weibliche Geschlecht unterdrücken: Alle Frauen werden beim Abzug der muslimischen Scharen verschleppt. Nennenswerter Widerstand ist nicht mehr vorhanden, da die männliche Bevölkerung zuvor größtenteils niedergemetzelt wurde. Flavia, die sich zu diesem Zeitpunkt bereits von Ahmed entfremdet hat, wird allein zurückgelassen. Am Ende des Films wird sie von anrückenden christlichen Einheiten für ihre „satanischen“ Vergehen bestialisch zu Tode gequält.

## Kritiken
Das Lexikon des internationalen Films meint, dass die im späten Mittelalter angesiedelte Kolportage „ein unmotiviertes Durcheinander von Grausamkeit und Perversion“ sei, „das an Scheußlichkeiten kaum etwas“ ausspare.